# Craven Arms
Craven Arms är en stad och en civil parish i kommunen Shropshire i England. Orten har 2 595 invånare (2011).